# Laurent Goumarre
Laurent Goumarre (né le  24 juin 1963 , Saint-Flour dans le Cantal, est un journaliste et producteur de radio français spécialisé dans la culture. 

## Biographie
Laurent Goumarre naît dans le Cantal, puis grandit dans les Alpes.
Il débute dans la vie en pratiquant durant huit ans le patinage artistique dans le Vercors jusqu'à l'âge de quatorze ans, avant de poursuivre après le baccalauréat ses études littéraires  en khâgne à Montpellier.
Il devient ensuite professeur de lettres, éditeur dans le domaine médical, la psychanalyse et le développement personnel aux éditions Masson/InterÉditions puis rédacteur en chef des pages cultures du magazine Têtu, chroniqueur des pages danse d'Artpress, ELLE, Max, Offshore et Danser. En 1999, il entre comme collaborateur à France Culture grâce à Laure Adler qui en était alors la directrice. Il est alors à l'origine de nombreuses émissions : Studio danse, Le Chantier, Minuit dix et Le Rendez-Vous, qui se veut être le « journal en direct sur le fil de l’actualité culturelle ».
En 2005, Laurent Goumarre analyse le livre contesté La Campagne de France, de Renaud Camus avant d'inviter l'auteur sur France Culture en 2008. 
En mars de la même année, il publie dans Libération un article sur l'exposition autour de la mise sous surveillance des artistes de la Ferme du Buisson avant de prendre la direction artistique du Festival des Très Jeunes Créateurs Contemporains pour le Théâtre de Gennevilliers. En septembre 2010, il devient adjoint  à la programmation de la Biennale de la danse de Lyon après avoir été conseiller artistique  du Festival Montpellier Danse de 1999 à 2007.
Depuis la rentrée de 2015, après six ans de son Rendez-vous à France Culture,  c’est désormais sur France Inter, de 22 heures à minuit, qu’il convie ses invités à un Nouveau rendez-vous.
Nouveau changement de parcours au sein de  France Inter, il est aux manettes depuis 2021 de la quotidienne musicale  : Côté Club, le rendez-vous de toute la scène francaise, de 22 heures à 23 heures. 
En janvier 2023 il renoue avec le travail critique, en intégrant les pages spectacles vivants du quotidien Libération. 
Il developpe parallèlement son travail de photographe et céramiste,  galerie Alain Gutharc, Paris, galerie Vasistas Montpellier. 

### Télévision
En 2011, à la demande du directeur de  France 5, Bruno Patino, il présente le magazine culturel quotidien de cette chaîne de télévision de service public, Entrée libre. Les audiences positives ont vite raison de « son allure crispée » des débuts. En décembre 2015, le directeur de la chaîne Michel Field le contraint à être remplacé par Claire Chazal.
Il est fait Chevalier des Arts et des Lettres en 2011.

## Style journalistique
Laurent Goumarre prétend vouloir désacraliser la culture, tant par le choix des angles :
« Pour la rentrée littéraire, si on doit parler des 700 romans qui paraissent, on s’emmerde. Alors, on choisit plutôt de consacrer un reportage aux scouts, ces agents qui vont vendre les romans de la rentrée aux éditeurs étrangers »
... que par les formats choisis :
« Le fait que nos émissions soient quotidiennes banalise positivement la culture »
.

## Films
Paroles de chorégraphes, Centre Pompidou
Marie Agnes Gillot, l'art du grand écart, 2018, France 5

## Exposition photo
« Saint Laurent », 27 janvier-24 février 2018, galerie Alain Gutharc, Paris
"Tiens voila le soleil je dis tout bas", 30 nov 11 janvier 2020 , galerie Alain Gutharc, Paris
"le grand siècle" 7 mai 18 juin 2022, galerie Alain Gutharc, Paris
et autres expositions de groupe. 